# Lago Pellegrini (Chubut)
El lago Carlos Pellegrini (también conocido como Lago Mosquito) es un lago de origen glaciar en el departamento Cushamen, provincia del Chubut, Argentina. Pertenece a la cuenca del río Futaleufú, que a través del río Yelcho, desagua a través del territorio chileno en el océano Pacífico.
Se ubica a unos 3 km al este de Cholila y su afluente es el arroyo Las Nutrias y su desagüe el río Carrileufú. Es un destino turístico importante en la zona y allí se practica la pesca deportiva. Además, se puede observar la flora y fauna local.